# Прихотько Геннадій Федорович
Прихотько Геннадій Федорович (23 липня 1913 року — 25 листопада 1965 року) — український метеоролог, доктор географічних наук, доцент Київського національного університету імені Тараса Шевченка.

## Біографія
Народився 23 липня 1913 року в П'ятигорську Ставропольського краю, Росія. Закінчив у 1937 році Харківський гідрометінститут. У 1937 році працює в ГОГФ Севастополя, у 1938—1940 роках у Харківському гідрометінституті. У 1940—1945 роках працює в гідрографічному управлінні Північного флоту. У 1945—1947 роках начальник першого головного управління гідрометеослужби при Раді Міністрів СРСР. У 1947 році стає заступником директора Київської геофізичної обсерваторії. У 1949—1951 роках працював у Київському університеті, з 1953 року доцент кафедри метеорології та кліматології. Кандидатська дисертація «Тумани в Україні» захищена у 1951 році, докторська дисертація захищена у 1965 році. У 1954—1965 роках перший директор Українського науково-дослідного гідрометеорологічного інституту.

## Наукові праці
Сфера наукової діяльності: вивчення метеорологічних процесів північних морів європейської частини СРСР, розсіяння туманів, активний вплив на атмосферні опади. Основні праці:
1. Клімат Української РСР. Короткий нарис. 1958 (у співавторстві).
2. (рос.) Искусственные осадки из конвективных облаков. 1968.